# Urticales
Urticales fue considerado como un orden de plantas herbáceas y leñosas. Ahora es denominada "Urticaceae" y es una familia correspondiente al orden Rosales.

## Historia del taxón
Tras la clasificación realizada por el sistema de clasificación APG III de 2009, las plantas correspondientes a este orden, incluyendo cuatro familias, pasaron a formar parte del orden Rosales y de la subclase Rosidae. La razón del cambio de subclase se debe al abandono del mismo taxón Hamamelidae, debido también al sistema APG III.
A las siguientes cuatro familias se las considera por tanto dentro del orden Rosales, y debido a la relación que poseen entre ellas tras estudiar los análisis filogenéticos de sus secuencias de ADN, se las denomina también como rósidas urticales.

|  | Cannabaceae                                             |
|  |                                                         |
|  | \| \| Moraceae \| \| \| \| \| \| Urticaceae \| \| \| \| |
|  |                                                         |
|  | Moraceae                                                |
|  |                                                         |
|  | Urticaceae                                              |
|  |                                                         |

|  | Moraceae   |
|  |            |
|  | Urticaceae |
|  |            |

|  | Cannabaceae                                             |
|  |                                                         |
|  | \| \| Moraceae \| \| \| \| \| \| Urticaceae \| \| \| \| |
|  |                                                         |
|  | Moraceae                                                |
|  |                                                         |
|  | Urticaceae                                              |
|  |                                                         |

|  | Moraceae   |
|  |            |
|  | Urticaceae |
|  |            |

|  | Cannabaceae                                             |
|  |                                                         |
|  | \| \| Moraceae \| \| \| \| \| \| Urticaceae \| \| \| \| |
|  |                                                         |
|  | Moraceae                                                |
|  |                                                         |
|  | Urticaceae                                              |
|  |                                                         |

|  | Moraceae   |
|  |            |
|  | Urticaceae |
|  |            |

|  | Cannabaceae                                             |
|  |                                                         |
|  | \| \| Moraceae \| \| \| \| \| \| Urticaceae \| \| \| \| |
|  |                                                         |
|  | Moraceae                                                |
|  |                                                         |
|  | Urticaceae                                              |
|  |                                                         |

|  | Moraceae   |
|  |            |
|  | Urticaceae |
|  |            |

Hay que destacar otras dos familias consideradas con anterioridad dentro de este taxón: Celtidaceae y Cecropiaceae:
- Celtidaceae: pasó a incluirse en un principio a la familia Ulmaceae como género Celtis. Sin embargo, análisis genéticos del Angiosperm Phylogeny Group mostraron que correspondía más adecuadamente a la familia Cannabaceae.

- Cecropiaceae: está incluida en la familia de las urticáceas, dando lugar al género Cecropia.

## Características
Flores variables, hermafroditas y unisexuales; gineceo frecuentemente súpero, de carpelos abiertos, unilocular; en general anemófilas y solitarias, si hay inflorescencias, estas son aisladas y variables, raramente en amentos monoclamídeos. Los frutos son drupas denominadas también núculas. Chalazogamia hasta porogamia.